# Jurisdicción
La jurisdicción (del latín: iuris dictio ‘decir o declarar el derecho a su propio gobierno’) es la potestad, derivada de la soberanía del Estado, de aplicar el derecho en el caso concreto, resolviendo de modo definitivo e irrevocable una controversia, que es ejercida en forma exclusiva por los tribunales de justicia integrados por jueces autónomos e independientes.
Uno de los principales rasgos de la potestad jurisdiccional es su carácter irrevocable y definitivo, capaz de producir en la actuación del derecho lo que técnicamente se denomina cosa juzgada.
En sentido , la palabra "jurisdicción" es utilizada para designar el territorio (Estado, provincia, municipio, región, país, etc.) sobre el cual esta potestad es ejercida. Del mismo modo, por extensión, es utilizada para designar el área geográfica de ejercicio de las atribuciones y facultades de una autoridad o las materias que se encuentran dentro de su competencia; y, en general, para designar el territorio sobre el cual un Estado ejerce su soberanía.
En palabras del distinguido profesor Eduardo Couture: "Es la función pública, realizada por los órganos competentes del Estado, con las formas requeridas por la ley, en virtud de la cual, por acto de juicio, se determinan los derechos de las partes, con el objeto de dirimir sus conflictos y controversias de relevancia jurídica, mediante decisiones bajo autoridad de cosa juzgada, eventuálmente factibles de ejecución".
De manera más simplificada, la jurisdicción, es el poder de administrar justicia en un territorio, es la potestad pública de conocer y sentenciar los casos judiciales, dentro de su capacidad territorial. 
El Diccionario Jurídico-Rafael de Pina Vara indica que es la  "Potestad para administrar justicia atribuida a los jueces, quienes la ejercen aplicando las normas jurídicas generales y abstractas a los casos concretos que deben decir"
En Chile es posible definir jurisdicción siguiendo al abogado y profesor Mario Mosquera como el poder deber del Estado radicado preferentemente en los tribunales de justicia para que estos como órganos imparciales, resuelvan de manera definitiva e inalterable con posibilidad de ejecución, los conflictos de intereses de relevancia jurídica suscitados entre las partes o que surjan de una violación del ordenamiento jurídico social.

## Naturaleza y características
La jurisdicción es una función estatal de satisfacción de pretensiones ante una controversia o conflicto.
Para el Derecho constitucional y las Ciencias políticas, por largo tiempo ha sido uno de los poderes del Estado, llamado Poder Judicial (de acuerdo a la doctrina de la separación de poderes). Mientras que, para el Derecho procesal, constituye uno de los presupuestos procesales, y uno de los más importantes.
Esta se caracteriza por ser:
- Constitucional: nace de la constitución.

- General: se extiende por todo el territorio.

- Exclusiva: solo la ejerce el Estado.

- Permanente: se ejerce en todo momento que un estado tenga soberanía.

- P.P.: puesto que es un presupuesto procesal

También se acostumbra a caracterizarla como una función monopólica del Estado. Sin embargo, es discutible considerando la existencia de los tribunales arbitrales, que evidencia que el Estado no se ha reservado en forma privativa el ejercicio de la jurisdicción.
Para que la función jurisdiccional cumpla justa y eficazmente su cometido, en la mayoría de las legislaciones, se le ha rodeado de un conjunto de principios y condiciones indispensables, denominadas en general bases de la jurisdicción. Entre ellas encontramos las siguientes:
- Legalidad: no es propia de la actividad jurisdiccional, toda vez que es común a todos los actos del Estado. Es más bien, un común denominador de todos los órganos estatales y un principio del Derecho público.

- Independencia e inamovilidad: también es una base común a todos los órganos del Estado. No obstante, la independencia de la función jurisdiccional es, tal vez, de mucha mayor importancia por el carácter de objetividad e imparcialidad con que debe cumplir su cometido. La Independencia judicial supone que el órgano que la ejerce está libre de sujeción a otro, sea cual fuere, es decir, no sujeto a los tribunales superiores ni a entidad o poder alguno (quedando sometido exclusivamente al Derecho).

- Responsabilidad: esta se encuentra en íntima conexión con la anterior, por cuanto los jueces son generalmente inamovibles en sus cargos, porque son responsables de sus actos ministeriales (comúnmente civil y penalmente).

- Territorialidad: los tribunales solo pueden ejercer su potestad en los asuntos y dentro del territorio que la ley les ha asignado.

- Sedentariedad: implica que los tribunales deben administrar justicia en lugares y horas determinados.

- Pasividad: en virtud del cual los tribunales pueden ejercer su función, por regla general, solo a petición o requerimiento de parte interesada, y solo excepcionalmente de oficio.

- Inavocabilidad: es la prohibición que tienen los tribunales superiores para conocer, sin que medie recurso alguno, un asunto pendiente ante uno inferior.

- Gradualidad: supone que lo resuelto por el tribunal puede ser revisado por otro de superior jerarquía, generalmente a través del recurso de apelación. Esto implica la existencia de más de una instancia (entendida esta como cada uno de los grados jurisdiccionales en que puede ser conocida y fallada un controversia).

- Publicidad: que no se refiere al conocimiento que las partes pueden tener del contrario o de las diligencias o actuaciones del tribunal, sino del hecho que cualquier persona pueda imponerse libremente de los actos jurisdiccionales.

## Dimensión internacional
En general, las leyes y los tratados internacionales proporcionan acuerdos a los que las naciones aceptan estar obligadas. Dichos acuerdos no siempre se establecen o mantienen. El ejercicio de la jurisdicción extraterritorial por tres principios esbozados en la carta de la ONU. Estos son la igualdad de los estados, la soberanía territorial y la no intervención. Esto plantea la cuestión de cuándo pueden muchos estados prescribir o hacer cumplir la jurisdicción. El caso Lotus establece dos reglas fundamentales para la prescripción y ejecución de la jurisdicción. El caso destaca que la jurisdicción es territorial y que un estado no puede ejercer su jurisdicción en el territorio de otro estado a menos que exista una regla que lo permita. Del mismo modo, los Estados gozan de un amplio grado de discrecionalidad para prescribir jurisdicción sobre personas, bienes y actos dentro de su propio territorio, a menos que exista una norma que lo prohíba.

## Estrategias de clasificación de la organización de justicia
- Jurisdicción contenciosa: Se conocen, tramitan y juzgan todos aquellos asuntos que envuelven una controversia.

- Jurisdicción no contenciosa: Se solucionan asuntos que no sean controversiales pero que tienen que pasar por esta jurisdicción. En estos casos, no se promueve contienda alguna entre las partes, no existiendo por tanto oposición de legítimo contradictor, sin embargo por ley requerirán intervención del juez.

- Jurisdicción ordinaria: Concentra todas las especialidades de la labor jurisdiccional, a diferencia de lo que acontecía en décadas anteriores, que coexistía con fueros privativos como el agrario y el de trabajo.

- Jurisdicción especial: Atiende asuntos que no se relacionan con la justicia ordinaria. Varios ejemplos pueden ser: la jurisdicción militar y la indígena.

## Momentos de la jurisdicción
Estos momentos representan el desenvolvimiento del ejercicio de la función jurisdiccional en el proceso (o sea, conocer, juzgar y hacer cumplir lo resuelto).

### Fase del conocimiento
En esta etapa el tribunal recibe los antecedentes que le permiten posteriormente resolver el litigio. Encontramos, a su vez, dos subetapas: de discusión y de prueba. 
Discusión: Las partes alegan sus pretensiones y hace valer sus defensas.
Prueba: Las partes ofrecen al tribunal y rinden todas las probanzas necesarias para apoyar sus pretensiones y convencer al tribunal que lo que ellos plantean es verdad.
Ningún tribunal puede juzgar sin conocer el asunto sometido a su decisión. Es decir, sin escuchar a las partes o recibir las evidencias o pruebas.

### Fase de la decisión
En virtud de esta, el tribunal declara el derecho frente al caso concreto, propuesto por las partes, lo que hace a través del acto procesal llamado, generalmente, sentencia judicial. Esta etapa de juzgamiento supone siempre la existencia del periodo anterior.
Es considerado el momento de la jurisdicción más importante, pues pone término al conflicto mediante el pronunciamiento de la sentencia...
Aquí encontramos dos tipos de jurisdicción ; la jurisdicción legal y la jurisdicción de equidad.La primera significa que el juez debe resolver de acuerdo a la legislación vigente .En cambio, en la última el juez extrae de su experiencia lo que debe resolver , acudiendo para eso a los principios generales del derecho y a la equidad natural. No está demás señalar que nuestro sistema acoge a la jurisdicción legal .

### Fase imperium de la ejecución
La mayoría de los autores están de acuerdo que el poder de coerción es inherente a la jurisdicción, es decir, que es de la esencia que el tribunal de justicia tiene la facultad de hacer cumplir lo resuelto (ejecución o cumplimiento del fallo).
Algunos autores niegan la actividad jurisdiccional en esta última etapa, especialmente en relación con el Derecho procesal penal, sosteniendo que está a cargo de una autoridad administrativa. Se argumenta en contra que, aun cuando en ciertos casos la sentencia se cumple administrativamente, la regla general es que se hagan cumplir por la vía jurisdiccional. 
Las resoluciones judiciales, en la generalidad de los casos, se cumplen a través de lo que la doctrina denomina auxilios jurisdiccionales.

## Límites de la jurisdicción
La actividad jurisdiccional se ejerce en el tiempo y en el espacio. En consecuencia, se habla que la jurisdicción posee límites atendido el tiempo que la posee su titular y el ámbito espacial donde ella se ejerce.
- Límites en cuanto al tiempo: puesto que una persona es juez porque está investido de la jurisdicción y esta se ostenta porque se es juez. El límite de la jurisdicción será el tiempo señalado por la Constitución o las leyes para el desempeño del cargo de juez.

- Límites en cuanto al espacio, se acostumbra a clasificarlos en:
  - Límites externos: se entiende por tales a todos los elementos que permiten delimitar la zona de vigencia y aplicación en el espacio. Por regla general, será límite de la jurisdicción la soberanía de los Estados.
  - Límites internos: son los que miran a la misma jurisdicción, prescindiendo de aquella pertenecientes a otros Estados, como también de las funciones atribuidas a los demás órganos del propio Estado. Surgiendo así la noción de competencia.

Dentro de los límites de la jurisdicción, se reconoce como límite el Respeto de los Derechos, fundamentales, esta limitación, se justifica por el hecho que la propia jurisdicción no puede pasar por sobre los derechos que se le reconocen al hombre por su calidad de tal. 
Estos límites pueden dar origen a disputas entre Estados (conflictos internacionales), entre dos poderes del Estado u órganos de distintas ramas del mismo poder (contiendas de jurisdicción) o entre dos o más poderes del Estado por sus atribuciones (contiendas de atribuciones).